# 東國製鋼
東國製鋼（韓語：동국제강）是一間位於大韓民國的鋼鐵工業企業。其總部位於大韓民國首爾特別市，該公司的工廠分布於韓國各地，分別有以下廠區：浦項、仁川、唐津以及釜山。其主要產品為造船用以及建築用鋼鐵。東國鋼鐵為世界排名第49名的鋼鐵工業企業，在南韓次於现代汽车集团旗下的現代製鐵以及浦項鋼鐵。